# Frente Patriota Federal
El Frente Patriota Federal (FPF), anteriormente conocido como Frente Patriota Bandera Vecinal (FPBV), es un partido político argentino descrito por medios de comunicación nacionales e internacionales como de extrema derecha e ideología neonazi y ultranacionalista. Fue fundado en 2018 por la fusión de los partidos Bandera Vecinal y Gente en Acción y, desde ese momento, ha sido liderado por Alejandro Biondini, previamente líder de Bandera Vecinal.
Cuenta con personeria Jurídica definitiva en la Provincia de Buenos Aires, Capital Federal, Santiago del Estero, Catamarca y Tierra del Fuego, siendo un partido de Orden Nacional.

## Historia

### Frente Patriota Bandera Vecinal
El 14 de junio de 2017 se oficializó ante la justicia la alianza electoral «Frente Patriota Bandera Vecinal», la cual fue la unión entre el partido Bandera Vecinal y Gente en Acción, que se autoproclama como “una fuerza que mezcla nacionalismo con socialismo” y cuyo objetivo era participar en las elecciones primarias de Argentina de 2017 en la provincia de Buenos Aires. En Ciudad Autónoma de Buenos Aires solo presentó candidatos Bandera Vecinal. En estas elecciones la alianza electoral llevó a Alejandro Biondini como principal precandidato a diputado y a Jorge Oscar Landaburu como principal precandidato a senador. En los comicios obtuvieron 29.762 votos para diputados nacionales y 32.281 votos para senadores nacionales. Al no haber superado el 1,5% de los votos requeridos no pudieron participar en las elecciones generales.
Luego de una polémica ocurrida antes de las elecciones primarias de Argentina de 2017 en la que se criticaba que el partido iba a recibir el monto de 20 millones de pesos para la impresión de seis diferentes boletas, la Cámara Nacional Electoral, a través de una resolución, optó por reducirle los fondos, pero igualmente el partido imprimió todas las boletas electorales y presentó a todos sus candidatos. El Frente Patriota llevó la causa a los tribunales y finalmente la Corte Suprema de Justicia de la Nación revocó la resolución de la Cámara Nacional Electoral en febrero del 2020, dándole la razón a Biondini. En esos comicios obtuvieron 3805 votos en CABA y en la Provincia de Buenos Aires obtuvieron 29.762 votos para diputados nacionales y 32.281 votos para senadores nacionales.

### Elecciones presidenciales de 2019
El 27 de noviembre de 2018 la justicia electoral aprobó la fusión de los partidos Bandera Vecinal y Gente en Acción, otorgando personería definitiva para la formación del Frente Patriota como partido político. Esto les permitió presentarse a las elecciones presidenciales de Argentina de 2019 a nivel nacional, a diferencia de las elecciones previas en las que solo se les permitió presentar candidatos en la provincia de Buenos Aires y en la Ciudad Autónoma de Buenos Aires.
Mediante la resolución del 7 de mayo de 2019 la Junta Electoral de la Provincia de Buenos Aires le dio personería definitiva. El 24 de mayo de 2019 se realizó en las instalaciones de Unione e Benevolenza de la Ciudad Autónoma de Buenos Aires el acto de lanzamiento de la precandidatura presidencial de Alejandro Carlos Biondini y Enrique Venturino. La policía tuvo que hacer acto de presencia en el evento debido a que varios manifestantes encapuchados lanzaron piedras contra la puerta principal de Unione e Benevolenza, rompiendo las ventanas de la misma.
En las elecciones primarias de Argentina de 2019 el Frente Patriota logró el 0,24 % de los sufragios, un total de 58 573 votos. Al no haber superando el porcentaje mínimo de votos requerido para presentarse a las generales quedó inhabilitado. El frente liderado por Alejandro Biondini quedó en el antepenúltimo puesto; superó solo al Movimiento de Acción Vecinal (0,14 %), que llevaba como candidato a presidente al cordobés Raúl Albarracín; y al Partido Autonomista (0,13 %), liderado por el exgobernador de Corrientes José Antonio Romero Feris.

### Elecciones legislativas de 2021
El 15 de julio de 2021 el partido oficializó, ante el Juzgado Federal Electoral de La Plata y ante la Junta Electoral bonaerense, su participación en las elecciones legislativas de 2021, con Alejandro Biondini como primer precandidato a diputado nacional por la provincia de Buenos Aires. El partido se presentó en la provincia de Buenos Aires como Frente Patriota, lista "Primero la Patria", en la Ciudad de Buenos Aires y en provincia de Mendoza como Dignidad Popular, lista "Frente Patriota", y en la provincia de Santiago del Estero apoyaron al "Frente Patriótico Laborista".
En las elecciones primarias de 2021 el Frente Patriota obtuvo 50.395 votos en la Provincia de Buenos Aires, el 0,6% de los sufragios. Con la alianza electoral con Dignidad Popular, en la Ciudad de Buenos Aires obtuvieron 3.652 votos, el 0,2% de los sufragios, y en la Provincia de Mendoza 9.624 votos para diputados nacionales y 9.644 para senadores nacionales, el 1,05% de los votos. Debido a que no alcanzaron el 1,5% de votos, no pudieron participar en las elecciones generales

### Actualidad
Producto de la fusión del partido Frente Patriota y el partido Moral y Progreso con personeria en Buenos Aires, se decide cambiar el nombre a Frente Patriota Federal.
El Frente Patriota Federal presenta para las elecciones PASO 2023 a la fórmula presidencial César Biondini - Mariel Avendaño, al empresario Alejandro Nizzero como candidato a jefe de Gobierno de la Ciudad Autónoma de Buenos Aires y como candidato a gobernador de la Provincia de Buenos Aires al dirigente peronista Mario Guarnieri.

## Ideología
El partido, desde su fundación, fue descrito como un partido de carácter neonazi por diversos medios de comunicación, nacionales e internacionales. Sus miembros niegan promover tal ideología. La jueza electoral María Romilda Servini, a causa del intento de impugnación del Frente Patriota por la DAIA, afirmó que en el partido "no surgía ninguna disposición que resultara contraria a algún principio constitucional ni que permitiera inferir ideología vinculada a algún tipo de discriminación". Entre los motivos por las cuales una gran cantidad de medios describen al Frente Patriota como un partido de ideología neonazi se encuentran la reivindicación pública de Adolf Hitler realizada por su presidente en una entrevista con Mariano Grondona en 1991 y porque uno de los partidos predecesores al Frente Patriota, el Partido Nuevo Triunfo (1990-2009), tenía una clara ideología neonazi. El Frente Patriota fue descripto como ultranacionalista, ultraconservador, reaccionario y de extrema derecha en múltiples oportunidades por diversos medios.
Desde su fundación el Frente Patriota ha negado pertenecer a alguno de los lados del espectro político, en cambio, sostienen que se encuentran en una cuarta posición relacionada con la tercera posición de Juan Domingo Perón.Actualmente algunos de sus miembros definen a la agrupación como de centroderecha. El partido afirma ser peronista de Perón, oponiéndose al kirchnerismo, al que acusan de tener elementos de Montoneros y del marxismo. En sus propuestas el partido fomenta la tolerancia cero a la delincuencia, el militarismo y la reinstauración del servicio militar obligatorio. El partido tiene una postura provida respecto al aborto.
El Frente Patriota centra su ideología en el nacionalismo, que diversos medios de comunicación consideran como ultranacionalismo, y en el patriotismo. También tienen propuestas caracterizadas como de carácter populista como el aumento del gasto en el sector público y la nacionalización de las empresas de servicios públicos. Además, proponen una drástica reducción de impuestos para que solo queden 18 de los 165 que existen en Argentina.
El partido se opone al Estado de Israel, al que tacha de ser un régimen colonialista, y reivindica al Estado de Palestina, por lo cual proponen la expulsión del embajador de Israel y la declaración del sionismo como una actividad antiargentina. Fue tachado de antisemita por la Delegación de Asociaciones Israelitas Argentinas (DAIA) y por diversos medios de comunicación. Además, se oponen a la ocupación británica de las Islas Malvinas, por lo cual proponen la expulsión del embajador británico y la ruptura de relaciones con el Reino Unido hasta que Argentina obtenga plena soberanía de las islas.

## Distritos
| Distritos           | Presidente                   | Personería jurídica | N.º Afiliados |
| ------------------- | ---------------------------- | ------------------- | ------------- |
| Buenos Aires        | Leandro Renato Ramón Bariani | Definitiva          | 11.457        |
| Santiago del Estero | Antonia Sequeira             | Definitiva          | 2.983         |
| Total               | Total                        | Total               | 14.440        |

## Desempeño electoral

### Elecciones Legislativas

#### Cámara de Diputados
| Año  | Votos  | %    | Bancas ganadas | Total de bancas | Resultado                       | Nota                                                      |
| ---- | ------ | ---- | -------------- | --------------- | ------------------------------- | --------------------------------------------------------- |
| 2017 | 29.762 | 0,33 | 0/35           | 0/70            | No clasificó para las generales | Frente Patriota-Bandera Vecinal en PBA                    |
| 2021 | 65.147 | 0,59 | 0/53           | 0/105           | No clasificó para las generales | Frente Patriota en PBA Dignidad Popular en CABA y Mendoza |

#### Senado
| Año  | Votos  | %    | Bancas ganadas | Total de bancas | Resultado                       | Nota                                   |
| ---- | ------ | ---- | -------------- | --------------- | ------------------------------- | -------------------------------------- |
| 2017 | 32.281 | 0,34 | 0/3            | 0/3             | No clasificó para las generales | Frente Patriota-Bandera Vecinal en PBA |
| 2021 | 9.644  | 1,05 | 0/3            | 0/9             | No clasificó para las generales | Dignidad Popular en Mendoza            |

### Elecciones presidenciales

#### Elecciones Primarias
|  | 0,24 % |

|  | 0,21 % |